# Coppa della solidarietà AFC 2016
La Coppa della Solidarietà AFC 2016 è stata la 1ª edizione della questo torneo di calcio continentale organizzato dall'AFC, la cui fase finale si è svolta in Malaysia dal 2 al 15 novembre 2016.
Il torneo è stato creato in sostituzione dell'AFC Challenge Cup. Il Nepal è diventato la prima nazionale a vincere il torneo grazie alla vittoria in finale su Macao. Entrambe le squadre, in seguito ad alcune squalifiche, sono stati ripescate nel terzo turno delle qualificazioni per la Coppa d'Asia 2019.

## Squadre partecipanti
Le squadre che non hanno superato il primo turno delle qualificazioni del campionato mondiale 2018/Coppa d'Asia 2019 o 
il secondo turno playoff hanno partecipato all'edizione.
Le seguenti sei squadre sono state eliminate al primo turno:
- Brunei
- Macao
- Mongolia
- Nepal
- Pakistan
- Sri Lanka

Le seguenti tre squadre sono state eliminate al secondo turno playoff:
- Laos
- Bangladesh
- Timor Est

## Stadi
Il torneo è stato tenuto a Kuching al Sarawak Stadium e al Sarawak State Stadium.

## Sorteggio
Il sorteggio è avvenuto l'8 settembre 2016 alle 15:00 UTC+8 presso l'AFC House a Kuala Lumpur in Malaysia.
Le urne sono basate sul Ranking FIFA dell'agosto 2016. Poiché il sorteggio è stato tenuto prima dell'inizio del secondo turno delle qualificazioni della Coppa d'Asia 2019, le identità dei perdenti del secondo turno, così come il numero di squadre che avrebbero partecipato, non erano noti all'epoca del sorteggio.
| Qualificata come                           | Urna   | Squadra    | Ranking FIFA |
| ------------------------------------------ | ------ | ---------- | ------------ |
| perdente nel primo turno di qualificazione | Urna 1 | Nepal      | 188          |
| perdente nel primo turno di qualificazione | Urna 1 | Sri Lanka  | 193          |
| perdente nel primo turno di qualificazione | Urna 2 | Pakistan   | 194          |
| perdente nel primo turno di qualificazione | Urna 2 | Macao      | 195          |
| perdente nel primo turno di qualificazione | Urna 3 | Brunei     | 198          |
| perdente nel primo turno di qualificazione | Urna 3 | Mongolia   | 202          |
| perdente nel secondo turno playoff         | Urna 4 | Laos       | 177          |
| perdente nel secondo turno playoff         | Urna 4 | Bangladesh | 183          |
| perdente nel secondo turno playoff         | Urna 4 | Timor Est  | 186          |

## Fase a gironi

### Girone A
| Squadra    | P.ti | G | V | P | S | RF | RS | DR |
| ---------- | ---- | - | - | - | - | -- | -- | -- |
| Nepal      | 4    | 2 | 1 | 1 | 0 | 3  | 0  | +3 |
| Brunei     | 3    | 2 | 1 | 0 | 1 | 4  | 3  | +1 |
| Timor Est  | 1    | 2 | 0 | 1 | 1 | 0  | 4  | -4 |
| Bangladesh | 0    | 0 | 0 | 0 | 0 | 0  | 0  | 0  |
| Pakistan   | 0    | 0 | 0 | 0 | 0 | 0  | 0  | 0  |

### Girone B
| Squadra   | P.ti | G | V | P | S | RF | RS | DR |
| --------- | ---- | - | - | - | - | -- | -- | -- |
| Macao     | 7    | 3 | 2 | 1 | 0 | 7  | 3  | +4 |
| Laos      | 6    | 3 | 2 | 0 | 1 | 6  | 5  | +1 |
| Mongolia  | 3    | 3 | 1 | 0 | 2 | 3  | 5  | -2 |
| Sri Lanka | 1    | 3 | 0 | 1 | 2 | 2  | 5  | -3 |

## Fase a eliminazione diretta

### Tabellone
|  | Semifinali      | Semifinali      | Semifinali |       |       | Finale      | Finale      | Finale      |  |
|  |                 |                 |            |       |       |             |             |             |  |
|  | 1A. Nepal (dtr) | 1A. Nepal (dtr) | 2 (3)      |       |       |             |             |             |  |
|  | 1A. Nepal (dtr) | 1A. Nepal (dtr) | 2 (3)      |       |       |             |             |             |  |
|  | 2B. Laos        | 2B. Laos        | 2 (0)      |       |       |             |             |             |  |
|  | 2B. Laos        | 2B. Laos        | 2 (0)      |       | Nepal | Nepal       | 1           |             |  |
|  |                 |                 |            |       | Nepal | Nepal       | 1           |             |  |
|  |                 |                 | Macao      | Macao | 0     |             |             |             |  |
|  | 1B. Macao       | 1B. Macao       | Macao      | Macao | 0     | 2           |             |             |  |
|  | 1B. Macao       | 1B. Macao       |            |       |       | 2           |             |             |  |
|  | 2A. Brunei      | 2A. Brunei      | 1          |       |       | Terzo posto | Terzo posto | Terzo posto |  |
|  | 2A. Brunei      | 2A. Brunei      | 1          |       |       |             |             |             |  |
|  |                 |                 |            |       |       |             |             |             |  |
|  |                 |                 |            |       |       | Laos        | Laos        | 3           |  |
|  |                 |                 |            |       |       | Laos        | Laos        | 3           |  |
|  |                 |                 |            |       |       | Brunei      | Brunei      | 2           |  |

Nepal
(1º titolo)